# Breuillet, Essonne
Breuillet är en kommun i departementet Essonne i regionen Île-de-France i norra Frankrike. Kommunen ligger i kantonen Saint-Chéron som tillhör arrondissementet Étampes. År 2022 hade Breuillet 9 023 invånare.

## Befolkningsutveckling
Antalet invånare i kommunen Breuillet
| Referens: INSEE |